# Рохас Гарридо, Хосе Мария
Хосе Мария Рохас Гарридо (исп. José María Rojas Garrido, 6 сентября 1824 — 18 июля 1883) — колумбийский политический деятель.
Хосе-Мария Рохас родился в 1824 году в Аградо, Республика Колумбия. Учился в Боготе в Колледже Св. Варфоломея, в 1847 году получил степень по юриспруденции. В 1851 году президент Хосе Иларио Лопес, бывший его близким другом, назначил его губернатором провинции Нейва. В 1856 году Рохас был избран в Палату представителей колумбийского парламента от штата Антиокья, а вскоре после этого назначен президентом Обандо поверенным в делах в Венесуэле. При президенте Москера Рохас четыре раза был министром иностранных дел; кроме того в 1862—1863 годах он также контролировал военное и военно-морское министерство. В 1864 году он опять вернулся в Венесуэлу — на этот раз в должности посланника и специального комиссара. По возвращении на родину он был избран членом верховного суда.
Принятая в 1863 году Конституция Соединённых Штатов Колумбии отменила в стране пост вице-президента, и ввела посты «Designado Presidencial» — первый (Primer), второй (Segundo) и третий (Tercer); занимающие эти посты люди должны были исполнять обязанности президента (в указанном порядке) в случае его отсутствия (а также невозможности исполнения президентских обязанностей предыдущим Designado Presidencial). 17 февраля 1866 года Конгресс избрал Хосе Марию Рохаса Primer Designado Presidencial на текущий календарный год.
На президентских выборах 1866 года победил (в 4-й раз) Томас Сиприано де Москера. В связи с тем, что он в это время был послом в Париже, и не успевал вернуться в страну до начала нового президентского срока, Хосе Мария Рохас в соответствии с Конституцией в отсутствии избранного президента стал исполняющим обязанности президента до его прибытия.
После передачи полномочий Рохас остался при власти — он опять был назначен секретарём по иностранным делам. В 1870 году он был переизбран в Верховный суд, а в 1872 году принял участие в президентских выборах, но проиграл. Хосе Мария Рохас оставался членом Верховного суда вплоть до своей смерти в 1883 году от отёка лёгких.